# Stephanie Salas
Stephanie Salas Velilla (Bayamón, 17 febbraio 1992) è una pallavolista portoricana, libero delle Changas de Naranjito.

## Carriera

### Club
La carriera di Stephanie Salas inizia quando nel 2009 si trasferisce per motivi di studio negli Stati Uniti d'America, dove gioca per due annate prima nella squadra del Lee College, poi per quella della Louisiana Tech, quest'ultima nella NCAA Division I.
Fa il suo esordio da professionista quando nel corso della stagione 2013 viene ingaggiata dalle Mets de Guaynabo, nella Liga de Voleibol Superior Femenino. Nella stagione seguente gioca invece per le Gigantes de Carolina, dove resta per due annate.
Dopo una stagione di inattività, ritorna in campo nel campionato 2017 con le Changas de Naranjito, e poi nella Liga de Voleibol Superior Femenino 2019 con le Amazonas de Trujillo Alto. Per il campionato 2020 difende invece i colori delle Valencianas de Juncos, dove resta per tre annate, approdando quindi alle Criollas de Caguas per la Liga de Voleibol Superior Femenino 2023. Dopo due annate con la franchigia di Caguas, nella Liga de Voleibol Superior Femenino 2025 torna a indossare la casacca delle Changas de Naranjito.